# Тунцзихао
ГЕС Тунцзихао (桐子壕航电枢纽) — гідроелектростанція на півдні Китаю у провінції Сичуань. Знаходячись між ГЕС Dōngxīguān (вище по течії) та ГЕС Caojie, входить до складу каскаду на річці Цзялін, лівій притоці Дзинша (верхня течія Янцзи).
У межах проекту річку перекрили бетонною греблею висотою 56 метрів та довжиною 644 метри. Вона утримує водосховище з припустимим коливанням рівня поверхні у операційному режимі між позначками 223 та 224 метри НРМ, при цьому під час повені рівень може зростати до 238,5 метра НРМ.
Біля правого берега в греблі облаштований судноплавний шлюз, а далі до нього прилягає машинний зал. Тут розмістили три бульбові турбіни потужністю по 36 МВт, які забезпечують виробництво 525 млн кВт-год електроенергії на рік.